# 만총
만총(滿寵, ? ~ 242년 음력 3월)은 중국 후한 말기 ~ 삼국시대 조위의 군인으로, 자는 백녕(伯寧)이며, 연주 산양군 창읍현(昌邑縣) 사람이다.

## 생애
18세에 군의 독우(督郵)에 임명되었다가 고평령(高平令)을 대행하였다.
192년, 유엽의 천거로 조조에게 발탁되었다.
196년, 조조의 보호를 받은 헌제가 허도로 천도한 이후에는 허령(許令)에 임명되었다.
조홍의 빈객이 죄를 범하자 투옥시켰다. 조홍이 사정하는 것을 만총이 들어주지 않았고 조홍은 조조에게 다시 탄원하게 된다. 이를 알아챈 만총은 식객을 즉각 사형시켰다.
199년, 여남태수에 임명되자 친 원소 일파를 모조리 숙청하였다.
208년, 형주를 정벌하고 당양에 주둔했으나 손권이 계속 국경을 침범해오자 여남태수에 임명되었다. 관우가 양양성(襄陽城)을 공격해오자 양양성 싸움에서 조인과 함께 물리쳐 칭찬을 받았다.
219년, 유비가 한중왕을 자칭하자 공격하려는 조조를 설득시켜 사마의의 의견을 따르도록 권하고 조인의 참모가 되어 번성에 임한다. 관우의 공격에 조인이 도망가려하자 조인을 설득하여 끝까지 번성을 지키게 하여 성공했다.
조비가 조조의 뒤를 이은 후 조비가 위나라를 건국한 후 전장군에 임명되었었고 220년, 동오를 격파하고 신야에 주둔했으며 228년에는 예주자사를 겸했다.
230년, 동오의 손포가 항복한다는 서신을 들고오자 거짓을 밝혀내고 그의 기습을 방어하였다.
234년, 합비(合肥)로 쳐들어온 제갈근을 기습해 성공을 거두고 신성에서 손권군의 공격을 방어했다.
이후 238년, 노환으로 조정에 소환되어 태위가 되었다.
242년 3월에 죽으니, 시호를 경후(景侯)라 하였고, 아들 만위가 작위를 이었다.

## 《삼국지연의》 속 만총
《삼국지연의》에서의 만총은 192년에 유엽의 추천으로 처음 등장한다. 그 후, 대체로 그의 삶은 대부분이 유사하며 마지막으로 손권이 합비신성을 공격하였을 때 참전하였고, 그 후에는 등장하지 않았다.

## 만총의 친족관계
만병(滿炳)은 자가 공염(公琰)으로, 별부사마(別部司馬)를 지냈다.

## 같이 보기
- 삼국지 인물 목록